# Leshan
Leshan (en chino, 乐山; pinyin, Lèshān (escuchar)ⓘ; en sichuanés, No2san1) antiguamente conocida como Kiating (en chino, 嘉定; pinyin, Jiading; transcripción antigua, Kiating)  es una ciudad-prefectura en la provincia de Sichuan, República Popular de China. A una distancia aproximada de 260 kilómetros de la capital provincial. Limita al norte con Meishan, al sur con Yibin, al noroeste con Ya'an y al este con  Zigong. Su área es de 12 720 km² y su población total para 2010 superó los 3,23 millones de habitantes. 

## Administración
La ciudad prefectura de Leshan administra 4 distritos, 1 ciudad, 3 condados y 2 condados autónomos.
- Distrito Shizhong 市中区
- Distrito Shawan 沙湾区
- Distrito Wutongqiao 五通桥区
- Distrito Jinkouhe 金口河区
- Ciudad Emeishan 峨眉山市
- Condado Qianwei 犍为县
- Condado Jingyan  井研县
- Condado muchuan 沐川县
- Condado autónomo Ebian 峨边彝族自治县
- Condado autónomo Mabian 马边彝族自治县

## Toponimia
El topónimo Leshan [/Lə-shan/] se compone de los sinogramas Le que significa 'feliz'  y shan que significa 'montaña', lo que da como resultado 'Montaña Le «Feliz»' .
Durante la dinastía Qing (1734) se estableció el Condado Leshan. Según el "Registro de la Prefectura Jiading", el nombre Leshan proviene de la Montaña Zhile (至乐山 Zhì Lèshān) ubicada dentro del condado. Aunque la ubicación exacta de esta montaña ha sido objeto de debate a lo largo de las diferentes épocas, se asume que yace en la Aldea Jindeng (金灯村).

## Clima
El tiempo de la ciudad está influenciado por el Clima subtropical húmedo. El invierno es corto y un poco seco, siendo las nevadas poco frecuentes, los veranos son largos y húmedos y aun así las olas de calor son escasas. El mes más frío es enero con 7C y julio el más caliente con 30C. Más del 70% de la lluvia cae de junio a septiembre
| Parámetros climáticos promedio de Leshan (1971−2000) | Parámetros climáticos promedio de Leshan (1971−2000) | Parámetros climáticos promedio de Leshan (1971−2000) | Parámetros climáticos promedio de Leshan (1971−2000) | Parámetros climáticos promedio de Leshan (1971−2000) | Parámetros climáticos promedio de Leshan (1971−2000) | Parámetros climáticos promedio de Leshan (1971−2000) | Parámetros climáticos promedio de Leshan (1971−2000) | Parámetros climáticos promedio de Leshan (1971−2000) | Parámetros climáticos promedio de Leshan (1971−2000) | Parámetros climáticos promedio de Leshan (1971−2000) | Parámetros climáticos promedio de Leshan (1971−2000) | Parámetros climáticos promedio de Leshan (1971−2000) | Parámetros climáticos promedio de Leshan (1971−2000) |
| Mes                                                  | Ene.                                                 | Feb.                                                 | Mar.                                                 | Abr.                                                 | May.                                                 | Jun.                                                 | Jul.                                                 | Ago.                                                 | Sep.                                                 | Oct.                                                 | Nov.                                                 | Dic.                                                 | Anual                                                |
| ---------------------------------------------------- | ---------------------------------------------------- | ---------------------------------------------------- | ---------------------------------------------------- | ---------------------------------------------------- | ---------------------------------------------------- | ---------------------------------------------------- | ---------------------------------------------------- | ---------------------------------------------------- | ---------------------------------------------------- | ---------------------------------------------------- | ---------------------------------------------------- | ---------------------------------------------------- | ---------------------------------------------------- |
| Temp. máx. media (°C)                                | 10.0                                                 | 12.1                                                 | 16.7                                                 | 22.6                                                 | 26.5                                                 | 28.4                                                 | 30.3                                                 | 30.5                                                 | 25.6                                                 | 21.1                                                 | 16.6                                                 | 11.4                                                 | 21.0                                                 |
| Temp. mín. media (°C)                                | 4.9                                                  | 6.5                                                  | 9.9                                                  | 14.5                                                 | 18.3                                                 | 20.8                                                 | 22.6                                                 | 22.4                                                 | 19.3                                                 | 15.5                                                 | 11.2                                                 | 6.6                                                  | 14.4                                                 |
| Precipitación total (mm)                             | 16.8                                                 | 23.3                                                 | 41.1                                                 | 80.9                                                 | 98.4                                                 | 154.5                                                | 276.4                                                | 298.6                                                | 162.9                                                | 65.5                                                 | 34.1                                                 | 11.7                                                 | 1264.2                                               |
| Días de precipitaciones (≥ 0.1 mm)                   | 9.8                                                  | 11.8                                                 | 13.3                                                 | 14.7                                                 | 16.1                                                 | 16.8                                                 | 16.4                                                 | 15.2                                                 | 17.6                                                 | 16.2                                                 | 10.5                                                 | 9.2                                                  | 167.6                                                |
| Fuente: Weather.com.cn                               |                                                      |                                                      |                                                      |                                                      |                                                      |                                                      |                                                      |                                                      |                                                      |                                                      |                                                      |                                                      |                                                      |

## Terremoto del 20 de abril de 2013
La madrugada del sábado 20 de abril de 2013 tuvo lugar un  terremoto de  magnitud M 6.6, con epicentro a 107 km al NO de Leshan.

## Lugares de interés
- Gran Buda de Leshan